# چیپوه پیروشه
چیپوه پیروشه (به لهستانی:  Ciepłe Pierwsze) یک روستا در لهستان است که در گمینا ژابیا وولا واقع شده‌است.